# Yace
Die Sprache Yace (ISO 639-3: ekr; auch ekpari, iyace, yache und yatye genannt) ist eine idomoide Sprache, die von insgesamt 50.000 Personen (Stand 2002) im nigerianischen Bundesstaat Cross River im LGA Yala gesprochen wird.
Sie zählt zur Sprachgruppe der Benue-Kongo-Sprachen.
Vom Wortschatz her ist die Sprache am nächsten mit dem Akpa verwandt und bildet mit ihr die Untergruppe yatye-Akpa. Die Dialekte sind alifokpa und ijiegu. Die Volksgruppe, die diese Sprache spricht, heißt Ekpari und spricht immer mehr Englisch als Muttersprache. Allerdings können viele Ekpari auch Yala [yba], Bekwarra [bkv], Tiv [tiv] und Igede [ige] als Zweitsprache.